# Dávid László (református lelkész)
Dávid László (Árapatak, 1932. május 25. – Székelyudvarhely, 2007. július 30.) magyar református lelkész, művészettörténész. Dávid Gyula öccse.

## Életútja
Középiskoláit Székelyudvarhelyen, főiskolai tanulmányait a kolozsvári református teológiai fakultáson végezte, 1969-ben egyháztörténetből szerzett doktorátust. Segesváron kezdte lelkészi pályáját, onnan is tért nyugalomba, nyugdíjas éveit Székelyudvarhelyen töltötte. Ott érte a halál 2007. júliusban, 2007. augusztus 1-jén helyezték örök nyugalomra a helyi református temetőben.
1960-tól közölt tanulmányokat A Hét, a Korunk, Megyei Tükör, Református Szemle, majd a Zarándok lapjain az erdélyi középkori művészettörténet tárgyköréből, így az udvarhelyi középkori templomokról, székelyföldi műemlékekről, Magyarhermány régi írott képeiről és a nagybaconi templomról.

## Kötete
- A középkori Udvarhelyszék művészeti emlékei. Bukarest : Kriterion, 1981. 396 p., 40 t. (Magyar-román közös kiadás) (OSZK, Ilia Mihály gyűjtemény)

## Díjai
- Forster Gyula-díj: 2003

## Emlékezete
Dávid László református lelkész, művészettörténész emlékére 2008. április 5–6-án Az éneklőszék címmel egyházzenei tudományos konferenciát tartottak a marosvásárhelyi Vártemplomban.